# Wichtellöcher (Uttershausen)

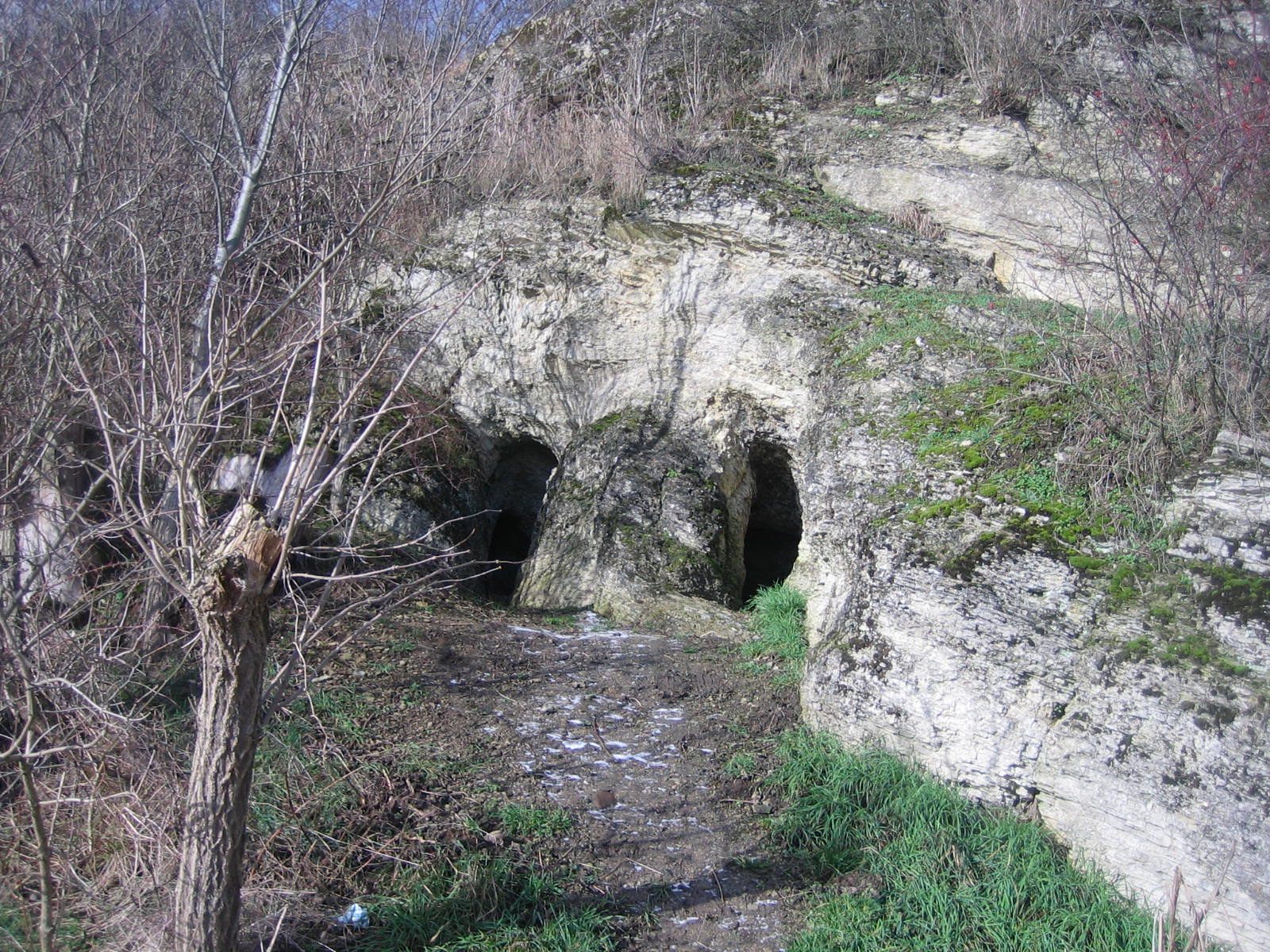
Die Wichtellöcher

Die Wichtellöcher am Dosenberg, auch Wichtelhöhlen, im Südhang des Dosenbergs im Waberner Ortsteil Uttershausen sind ein sagenumwobenes Geotop am Prallhang der Schwalm im Schwalm-Eder-Kreis (Nordhessen).  Die Gänge der Wichtellöcher führen bis zu 30 Meter weit in den Muschelkalk und sind mit Ausnahme zweier eingestürzter Seitengänge gut begehbar.

## Historische Funde am Dosenberg
Auf dem Dosenberg wurde 1982 durch Luftbildarchäologie eine Doppelgrabenanlage  der Wartberg-Kultur entdeckt.  Die beiden in 12 m Abstand parallel verlaufenden Gräben umschlossen die Anlage und sind noch heute als Halbkreis erhalten. Palisadenzüge und Wälle haben vermutlich die Befestigung verstärkt. 1986 wurde die Anlage archäologisch untersucht. Die beiden Gräben waren bis zu 2,40 m unter dem Ackerhorizont zu erkennen. Entdeckt wurden nur einige nicht datierbare Scherben und etwas Holzkohle. Nördlich der Grabenanlage wurde ein Kupferflachbeil aus der Jungsteinzeit der Wartberg-Kultur aufgefunden.

## Entstehung der Wichtellöcher

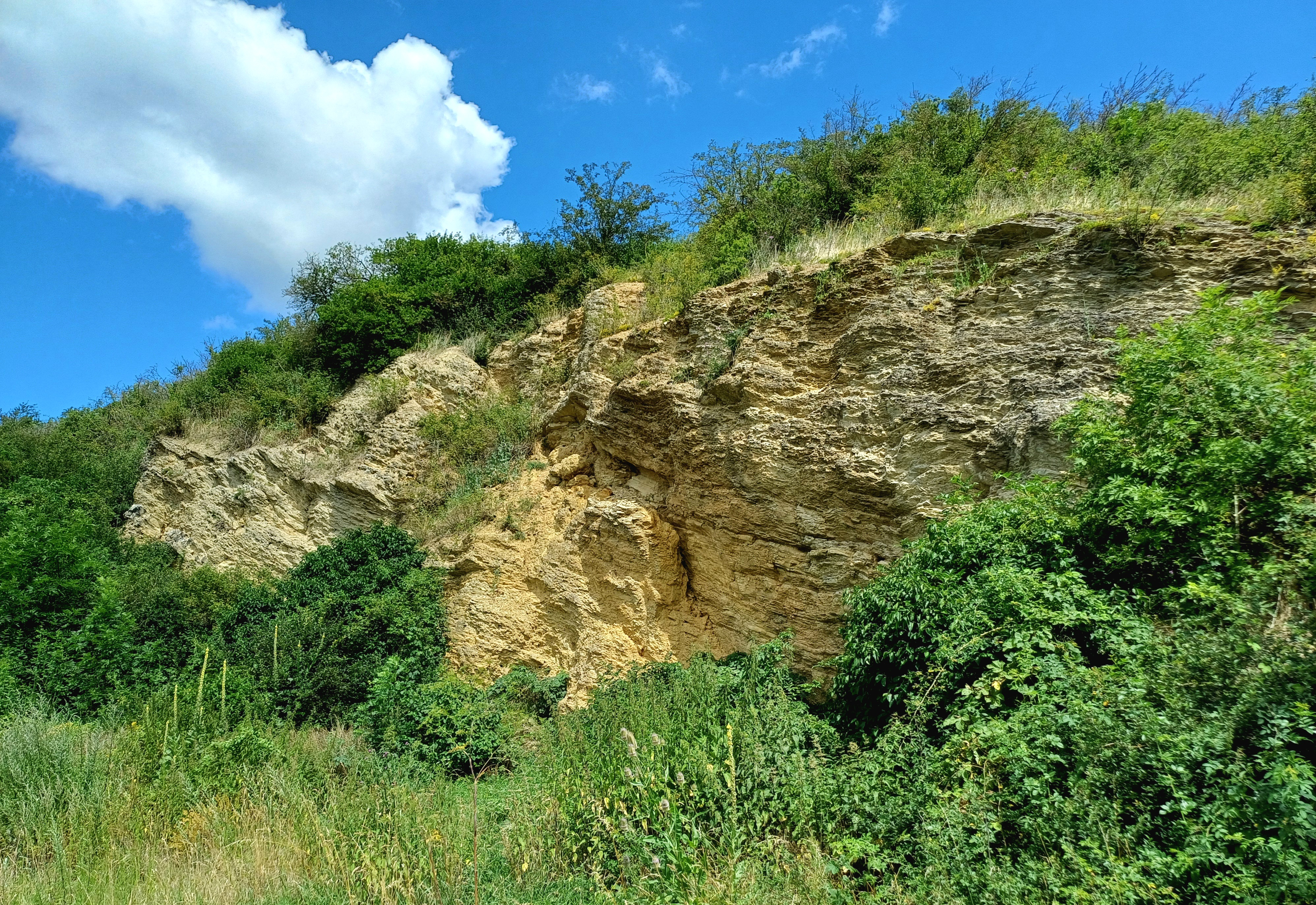
Prallhang neben Wichtellöchern

Im Meer lagerten sich Kalk und Mergelstein  in der Muschelkalkzeit vor 240 bis 235 mya am Dosenberg ab. Kalk und Mergel überlagerten den älteren Buntsandstein. Anschließend wechselten in der Hessischen Senke Festlandphasen mit Meereseinbrüchen. Der Muschelkalk wurde in der folgenden Erdgeschichte ebenfalls angehoben und von Wind und Wasser erodiert. Nur in Grabenzonen waren die Ablagerungen vor Erosion geschützt.  Vor 40 Millionen Jahren entstanden in der Erdneuzeit in der Umgebung die spezifischen landestypischen Sande, Kiese, Tone und Braunkohlelager und die vulkanischen Basalte. Die Flüsse luden daraufhin Sand Kies und Lehm ab, die auch über den Gesteinen des Muschelkalks und Röts liegen. Die Schwalm legte am Prallhang  Dosenberg die alten Gesteine des Homberger Grabens wieder frei, und durch Auswaschungen entstanden die zwei benachbarten Höhlen, die so genannten Wichtellöcher am Dosenberg.

## Sage vom Auszug der Wichtel
In Vollmer’s Mythologie aller Völker (Stuttgart, 1874) wird die Sage so dargestellt:
Die Wichtellöcher dienten den Wichtel als Stollenmund in den Dosenberg. Ein Wichtelmann war immer freundlich zum Großvater des Bauern Tobi aus Singlis auf den Acker gekommen. Als der Bauer eines Tages Korn schnitt, kam der Wichtelmann und fragte, ob der Tobi in der nächsten Nacht gegen reichliche Entlohnung Fuhren durch die Schwalm übernehmen wollte. Tobi nahm das Angebot an. Abends brachte das Wichtelmännchen als Handgeld einen Sack voller Weizen in das Haus des Bauern. Dieser spannte seine vier Pferde vor den Wagen und fuhr zum Dosenberg bei Uttershausen. Der Wichtelmann schleppte aus den Löchern des Dosenbergs schwere, unsichtbare Lasten heraus und lud sie auf den Wagen des Bauern. Der Bauer brachte die Fracht durch die Schwalm von zehn Uhr abends bis vier Uhr morgens ans andere Ufer. Es ging hin und her, bis die schwer Arbeitenden total müde waren. „Es ist genug“, sagte der Wichtelmann, „nun sollst du sehen, was du transportiert hast!“  Er ließ den neugierigen Bauern über die Schulter schauen. Dieser sah erstaunt, dass das große weite Feld an der Schwalm voller Wichteln war. Der Wichtelmann sagte: „Es ist nach nunmehr tausend Jahren im Dosenberg für uns Zeit, in ein anderes Land zu ziehen. Im Berg haben wir so viel Gold zurückgelassen für das Leben der Leute hier im Land.“ Anschließend lud er dem Tobi den Wagen voller Gold und verschwand. Die Pferde hatten Mühe, den mit Gold voll beladenen Wagen nach Hause zu ziehen. Tobi war über Nacht ein reicher Mann geworden, und man erzählt sich, dass seine Nachkommen noch heute vermögende Leute sind. Die Wichtel hat man hingegen nicht wieder gesehen.